# Кожагапанов, Ерлан Токтарханович
Ерлан Токтарханович Кожагапанов (каз. Ерлан Тоқтарханұлы Қожағапанов; род. 13 августа 1968) — экс-советник премьер- министра РК.

## Место работы
Советник Премьер-Министра РК.

## Биография
Родился в 1968 году.
Окончил Карагандинский государственный университет имени Е. А. Букетова (1992), Алматинский государственный университет им. Абая (1999), Российскую таможенную академию государственного таможенного комитета Российской Федерации. (2006 г.)
После прохождения службы в рядах советской армии начал трудовую деятельность разнорабочим Треста «Карагандасантехмонтаж». В 1990—1991 помощник Генерального директора МВА «Азия» (Алма-Ата), в 1991—1994 — директор ТОО «Салем» (Алма-Ата). Ведущий специалист, заместитель начальника, начальник отдела АБ «Казкоммерцбанк» (Алма-Ата, 1994—1997). В 1997—1998 — заместитель начальника, начальник ГУМТС РГП «Казахстан Темир Жолы» (Алма-Ата).
В январе — ноябре 1998 — начальник финансово-экономического управления и начальник межрегионального отдела КНП МГД РК.
1998—2002 годы — начальник таможенного управления по Южно-Казахстанской области министерства финансов РК;
С июля по октябрь 2002 года — начальник таможенного управления по Жамбылской области Министерства государственных доходов РК;
В 2002—2006 — начальник департамента таможенного контроля по г. Алма-Ата.
В 2006 г. был назначен на должность акима Алматинского района г. Астаны, впоследствии был утвержден в качестве заместителя акима г. Астаны, по 2013 г.
Председатель совета директоров АО «Международный аэропорт Астана» (сентябрь 2009 — январь 2013).
В 2015 г. — генеральный директор Президентского профессионального спортивного клуба «Астана».
В январе — ноябре 2013 — председатель агентства по делам спорта и физической культуры Республики Казахстан. В декабре 2014 — октябре 2016 — президент Федерации футбола Казахстана.
С 2016 по 2017 годы — занимал должность советника премьер-министра РК.
С 15 ноября 2017 вице-министр по делам спорта и физической культуры Республики Казахстан.
В 2019—2021 годы — Первый заместитель акима города Алматы.
С 13 сентября 2021 года назначен на должность советника Премьер-Министра РК.
В феврале 2024 года задержан Антикоррупционной службой Казахстана по подозрению в совершении тяжкого коррупционного преступления.
https://www.instagram.com/p/C3-ZFE_oViI/

## Владение языками
Казахский, Русский и Английский языки.

## Награды
- Орден «Айбын» 2 степени[5];
- Орден «Курмет»;
- Медаль «20 лет Астане» (2018)[6];
- Ряд медалей.